# Parasyrisca helanshan
Parasyrisca helanshan är en spindelart som beskrevs av Tang och Zhao 1998. Parasyrisca helanshan ingår i släktet Parasyrisca och familjen plattbuksspindlar. Inga underarter finns listade i Catalogue of Life.